# 中央军委审计署驻西部战区第一审计局
中央军委审计署驻西部战区第一审计局，位于四川省成都市，是中央军事委员会审计署下属局，负责中国人民解放军西部战区审计工作。

## 沿革
在深化国防和军队改革中，2016年1月组建中央军委审计署。中央军委审计署新设中央军委审计署驻西部战区第一审计局，驻中国人民解放军西部战区。

## 机构设置
- 中央军委审计署成都审计中心
- 中央军委审计署拉萨审计中心

## 历任领导
| 中央军委审计署驻西部战区第一审计局局长 1. [[]]（2016年—） | 中央军委审计署驻西部战区第一审计局副局长 - [[]]（2016年—） |